# Molossia
Molossia je mezinárodně neuznávaný mikrostát ležící v katastru města Dayton v Nevadě ve Spojených státech amerických v 1390 m n. m. Má rozlohu 5300 m² a 35 obyvatel, hlavním městem je Baughston. Hlavou státu je prezident Kevin Baugh. Název země je podle Baugha odvozen ze španělského výrazu morro (skalnatý kopec) a nemá nic společného se starověkým národem Molossů.
Molossie je nástupcem mikrostátu Grand Republic of Vuldstein, který založil v roce 1977 Kivin Baugh s Jamesem Spielmannem. Po jeho rozpadu zakoupil v roce 1998 Baugh usedlost ve státě Nevada a v roce 1999 na ní vyhlásil vlastní stát. Kromě toho si nárokuje také The Protectorate of New Antrim (Pensylvánie), Desert Homestead Province (Kalifornie), Vesperia (na Venuši) a Neptune Deep (na mořském dně).
Kevin Baugh označuje stát jako „diktátorskou banánovou republiku“, kde platí válečný stav, a pózuje ve vojenské uniformě, zároveň se ale označuje za laskavého diktátora. Stát má vlastní celnici, vydává měnu zvanou valora a nepoštovní známky, které prodává turistům. Má hymnu „Fair Molossia is Our Home“ a státní heslo „Nothing Ventured, Nothing Gained“. Oficiálními jazyky jsou angličtina a esperanto, používá se latinka a písmo deseret. V roce 2015 organizoval Kevin Baugh setkání představitelů mikronárodů nazvané Micro-Con.

## Galerie

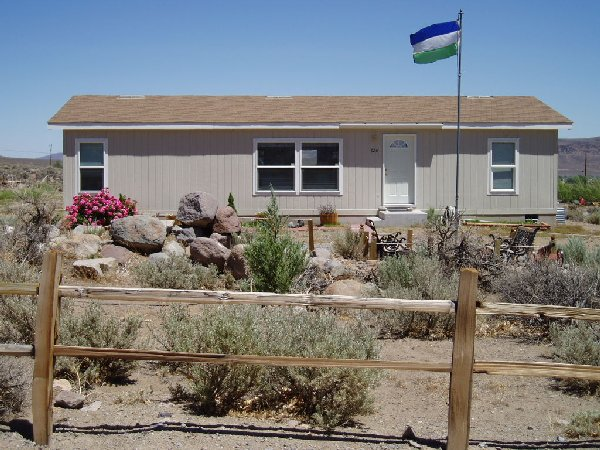
Vládní budova
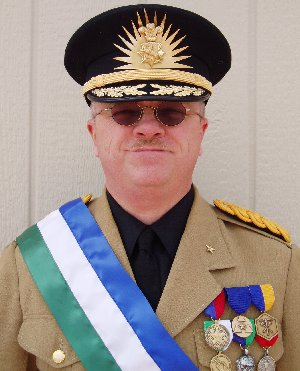
Kevin Baugh